# Publius Septimius Geta (vader van Septimius Severus)
Publius Septimius Geta (†171) was de vader van de Romeinse keizer Septimius Severus (193-211). Hij was een rijke burger uit Leptis Magna, Noord-Afrika en was getrouwd met Fulvia Pia uit de gerenommeerde Gens Fulvia. Samen hadden ze nog twee andere kinderen.

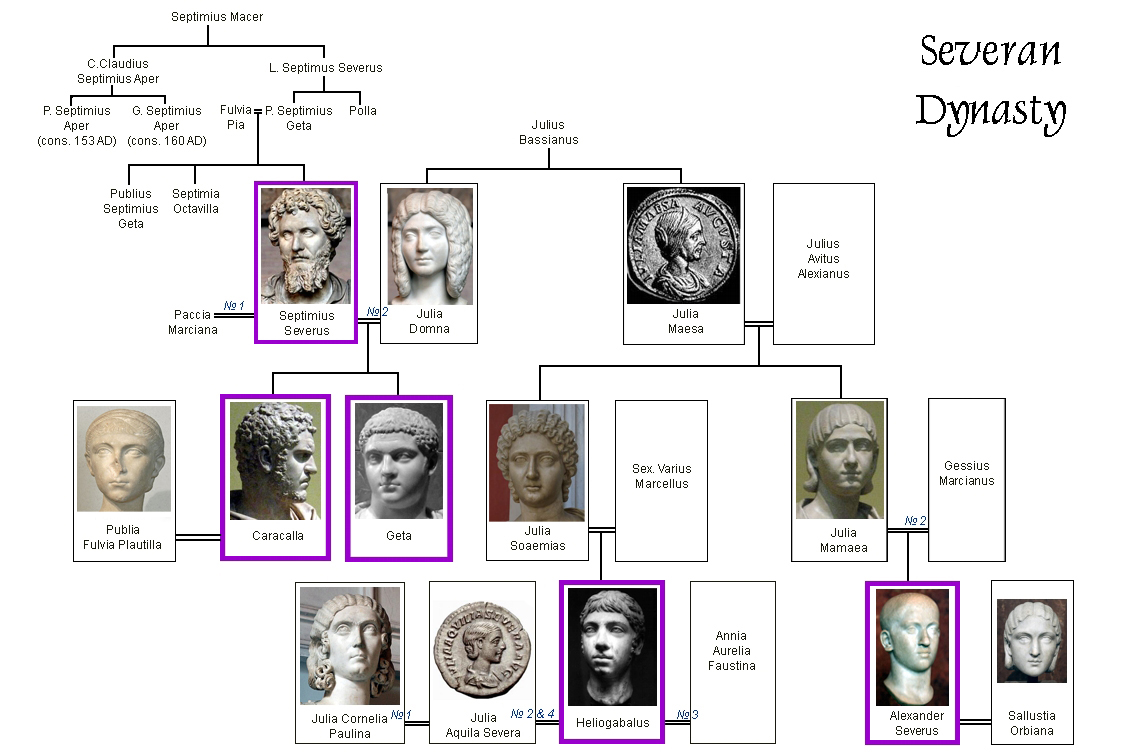
Severische dynastie